# اندره هلند
اندره هلند (انگلیسی: Andre Holland؛ زادهٔ ۲۸ دسامبر ۱۹۷۹) یک هنرپیشه اهل ایالات متحده آمریکا است.
از فیلم‌ها یا برنامه‌های تلویزیونی که وی در آن نقش داشته‌است می‌توان به ۴۲، سلما، بیوه‌ها و هنرپیشه اشاره کرد.